# Trophée Lampre
Le Trophée Lampre (en italien : Trofeo Lampre) est une course cycliste italienne disputée au mois de septembre à Bernareggio, en Lombardie. Elle est organisée par le Vélo Club Bernareggio
Durant son existence, cette épreuve fait partie du calendrier régional de la Fédération cycliste italienne, en catégorie 1.20. Elle est par conséquent réservée aux coureurs espoirs (moins de 23 ans).

## Présentation
Le Trophée se déroule sur un parcours plat favorable aux sprinteurs. 

## Palmarès
| Année     | Vainqueur              | Deuxième           | Troisième             |
| --------- | ---------------------- | ------------------ | --------------------- |
| 1994      | Matteo Frutti          |                    |                       |
| 1995-1997 | ?                      | ?                  | ?                     |
| 1998      | Angelo Furlan          |                    |                       |
| 1999      | Giosuè Bonomi          |                    |                       |
| 2000      | Alberto Loddo          |                    |                       |
| 2001      | Daniele Callegarin     |                    |                       |
| 2002      | ?                      | ?                  | ?                     |
| 2003      | Cosimo Damiano Ruberto | Mauro Santambrogio | Emiliano Donadello    |
| 2004      | Mattia Gavazzi         |                    |                       |
| 2005      | Marco Giuseppe Baro    |                    |                       |
| 2006      | Vitaliy Buts           | Alessandro Mazzi   | Luca Orlandi          |
| 2007      | Gianpolo Biolo         | Bernardo Riccio    | Andrea Grendene       |
| 2008      | Matteo Pelucchi        | Giacomo Nizzolo    | Giorgio Brambilla     |
| 2009      | Adrián Richeze         | Mirko Nosotti      | Dominik Nerz          |
| 2010      | Marco Coledan          | Mirko Nosotti      | Andrea Barbetta       |
| 2011      | Rino Gasparrini        | Nicola Ruffoni     | Andrea Dal Col        |
| 2012      | Andrea Zordan          | Andrea Trovato     | Matteo Malucelli      |
| 2013      | Nicolas Marini         | Paolo Simion       | Alessandro Forner     |
| 2014      | Jakub Mareczko         | Nicolas Marini     | Riccardo Minali       |
| 2015      | Attilio Viviani        | Riccardo Minali    | Davide Donesana       |
| 2016      | Attilio Viviani        | Luca Limone        | Matteo Moschetti      |
| 2017      | Giovanni Lonardi       | Alberto Dainese    | Moreno Marchetti      |
| 2018      | Davide Adamo           | Filippo Bertone    | Carloalberto Giordani |
| 2019      | Stefano Moro           | Edoardo Sali       | Samuele Zambelli      |
| 2020      | annulé                 | annulé             | annulé                |